# 166 Родопа
Вижте пояснителната страница за други значения на Родопи.
Родопа (на английски: Rhodope) е астероид, открит на 15 август 1876 г. от американския астроном с германски произход Кристиян Хайнрих Фридрих Петерс.
Наименуван е на царица Родопа (персонаж от античната митология), съпруга на Хемус, превърнати в планините Родопа и Хемус.
Родопа е част от астероидния пояс между планетите Марс и Юпитер (група Адеона). Диаметърът му е 59,9 км, а масата – 2,25×1017 кг. Завърта се около оста си за 4 часа и 43 минути, докато орбиталният му период е 4 години и 147 дни. Намира се на разстояние 3.566 астрономични единици от Земята, а от Слънцето – на 3.246 астрономични единици. В списъка на астероидите Родопа фигурира под номер 166.